# Смит, Корина
Мари́я Кори́на Смит Покате́рра (исп. María Corina Smith Pocaterra, род. 8 сентября 1991 года, г. Каракас, Венесуэла), более известная как Корина Смит, — венесуэльская певица, актриса и профессиональная модель.

## Биография
Родилась 8 сентября 1991 года в г. Каракас, Венесуэла. Её отец Роберто Смит Перера, один из лидеров оппозиционной венесуэльской политической партии «Народная воля», мать — Марина Покатерра.
Мария училась в Бостонском университете, США, где изучала экономику и финансы, после обучения в 2014 году вернулась в Венесуэлу.

## Личная жизнь
У Смит есть две сестры, Мария София Смит и Мария Элиза Смит.

## Карьера
В 2009 году дебютировала на телевидении в сериале Somos tú y yo: Un nuevo día («Мы — это ты и я. Новый день») в роли Марии Корины, чирлидера Академии Гранадильо. Somos tú y yo: Un nuevo día — спин-офф сериала Somos tú y yo («Мы — это ты и я») и основан на американском фильме «Бриолин» («Grease»). Премьера сериала состоялась 17 августа 2009 года на латиноамериканском канале Boomerang и он также был показан в Латинской Америке, Европе, Азии и некоторых странах Ближнего Востока.
В 2010 году Смит начала сниматься в сериале NPS: No puede ser («Не может быть»). Сериал — второй спин-офф телесериала Somos tú y yo и завершает серию. Премьера сериала состоялась 25 июля 2010 года в Венесуэле на канале Venevision, а 8 ноября 2010 года на панамериканском канале Boomerang.

### Музыкальная карьера
В 2015 году дебютировала как певица с выпуском промосингла «La Difícil», на основе которого был снят видеоклип в Ла-Гуайра, Венесуэла с участием Шерил Рубио, Росмери Марваль, Розанжелики Писцителли, Натальи Моретти и Ванессы Суарес.
В мае 2016 году она записала свой второй сингл под названием «Vitamin D», который является частью первого альбома певицы.
В сентябре 2016 года записала свой третий сингл «Escape», совместно с венесуэльским певцом Густаво Элисом. Режиссёрами клипа были Наэль и Джастин, которые ранее работали с такими исполнителями, как Джонатан Моли и Илегалес.
В декабре 2016 года она записала свой четвёртый сингл «Ahora o Nunca».
В июне 2017 года её пригласили вручать призы на конкурсе Heat Latin Music Awards, организованном музыкальным каналом HTV.
В августе 2017 года Корина отправилась путешествовать в Эквадор в рамках продвижения своего творчества и выступила ведущей на шоу певца Дэдди Янки в г. Гуаякиль.
В сентябре 2017 года Корина представила свой новый сингл «Completa», режиссёрами которого являлись Наэль и Джастин. Этот сингл стремительно занял лидирующие позиции в топе Record Report, и в результате приобретённого успеха стал изображением некоторых серьёзных брендов в Венесуэле.
В феврале 2018 года Смит представляет публике новый сингл «Montaña Rusa», под режиссурой Наэля и Джастина.
В июне 2018 года певица выпустила сингл «Más», и снова режиссёрами являлись Наэль и Джастин.
В сентябре 2018 года певица выпустила сингл «Cantante» в сотрудничестве с венесуэльскими певцами Нейтро Шорти и Биг Сото. Производство песни было под покровительством музыкальных компаний Rhymes Music и Trap Money.
В декабре 2018 года выпустила сингл «Este año». Песню выпустила компания DLS Music.
В январе 2019 года выпустила сингл «Mientras Tanto». Режиссёр сингла — Хосе Буэно.
В феврале 2019 года выпустила сингл «Fondo de Pantalla».Ещё одна песня производства компании DLS Music.
В апреле 2019 года вышел в свет новый сингл «Se te Nota».

## Фильмография
| Год  | Русское название            | Оригинальное название       | Роль          |
| ---- | --------------------------- | --------------------------- | ------------- |
| 2009 | Мы — это ты и я. Новый день | Somos tú y yo: Un nuevo día | Мария Корина  |
| 2010 | Не может быть               | NPS: No puede ser           | Тина Мартинес |

## Дискография

### Синглы
- La Difícil (2015)
- Vitamina D (2016)
- Escape (2016)
- Ahora o Nunca (2016)
- Completa (2017)
- Montaña Rusa (2018)
- Más (2018)
- Soy Para Mi (2018)
- Cantante (с участием Нейтро Шорти и Биг Сото) (2018)
- Este Año (2018)
- Mientras Tanto (2019)
- FDP Fondo de pantalla (2019)
- Se te nota (2019)

### Совместные работы
- Escape (с участием Густаво Элис) (2016)
- Novios (с участием Густаво Элис) (2017)
- VIP (с участием Габи Нойя и Ванесса Суарес) (2017)